# Faye Grant
Faye Elizabeth Yoe (St. Clair Shores, Míchigan, 16 de julio de 1957), conocida como Faye Grant, es una actriz de cine y televisión estadounidense. Su primer papel en televisión fue en la serie El Gran Héroe Americano (The Greatest American Hero) como Rhonda Blake. Es conocida sobre todo por su papel de Julie Parrish en la serie de ciencia ficción V papel que encarnaría desde 1983 hasta 1985, participando en la primera temporada y en la segunda, titulada V: La batalla final y en V: la serie. Otras películas, en la que ella también trabajó, son The January Man, Internal Affairs, y Omen IV: The Awakening.
Ha participado en Broadway como la vocalista Lina Lamont en la adaptación de 1985 de Cantando bajo la lluvia, ganando el premio Theatre World y fue nominada para el Drama Desk Award como Mejor actriz en un musical.
También ha aparecido como estrella invitada en las series de televisión El increíble Hulk, Hardcastle y McCornick, Time of your life y, más recientemente, en "7 en el paraíso", siendo la esposa del actor Stephen Collins, quien era el Reverendo Eric Camden. Ella y Collins también estuvieron casados entre 1985 y 2015 y tienen una hija, Kate.
En 2014, durante el proceso de divorcio de su marido, Faye Grant destapó las graves acusaciones de abusos de menores contra Collins y que desencadenaron la apertura de una investigación policial. Durante una sesión de terapia, el actor confesó a su esposa el abuso de tres niñas menores.

## Filmografía

### Película
| Año  | Título                         | Personaje       | Notas           |
| ---- | ------------------------------ | --------------- | --------------- |
| 1982 | Voyager from the Unknown       |                 |                 |
| 1982 | Foxfire Light                  | Joanna Morgan   |                 |
| 1988 | Crossing Delancey              | Candyce         |                 |
| 1989 | The January Man                | Alison Hawkins  |                 |
| 1990 | Internal Affairs               | Penny Stretch   |                 |
| 1992 | The Gun in Betty Lou's Handbag | Charleen Barnes |                 |
| 1992 | Traces of Red                  | Beth Frayn      |                 |
| 1996 | Vibrations                     | Zina            | directo-a-vídeo |
| 1999 | Drive Me Crazy                 | Sra. Maris      |                 |
| 2002 | Manna From Heaven              | Rita            |                 |
| 2008 | My Best Friend's Girl          | Marrilee        |                 |
| 2017 | Public Affairs                 | Mary Maples     |                 |

### Televisión
| Año       | Título                     | Personaje          | Notas                                                                                           |
| --------- | -------------------------- | ------------------ | ----------------------------------------------------------------------------------------------- |
| 1981      | Homeroom                   | Tina               | Corto de televisión                                                                             |
| 1981      | Senior Trip                | Denise             | Película de televisión                                                                          |
| 1981-1983 | The Greatest American Hero | Rhonda Blake       | 22 episodios                                                                                    |
| 1982      | The Incredible Hulk        | Christy            | 1 episodio: "Slaves"                                                                            |
| 1982      | Voyagers!                  | Mary Murphy        | 1 episodio: "Voyagers"                                                                          |
| 1983      | Tales of the Gold Monkey   | Genevieve LaBatier | 1 episodio: "Last Chance Louie"                                                                 |
| 1983      | V                          | Juliet Parrish     | Película de televisión / miniserie                                                              |
| 1983      | Hardcastle and McCormick   | Barbara Johnson    | 2 episodios: "Rolling Thunder: Partes 1 y 2"                                                    |
| 1984      | V: The Final Battle        | Juliet Parrish     | 3 episodios: "Partes 1, 2 y 3"                                                                  |
| 1984-1985 | V                          | Juliet Parrish     | Papel principal; 19 episodios                                                                   |
| 1987      | Private Eyes               | Lana Williams      | Película de televisión                                                                          |
| 1988      | Tattingers                 | Charlene Tweed     | 1 episodio: "Two Men and a Baby"                                                                |
| 1991      | Omen IV: The Awakening     | Karen York         | Película de televisión                                                                          |
| 1991      | Tales from the Crypt       | Janet              | 1 episodio "Spoiled"                                                                            |
| 1995      | The Wright Verdicts        | Daphney Gamber     | 1 episodio: "Ex-Corpus Delicti"                                                                 |
| 1996      | 7th Heaven                 | Abby Morris        | 1 episodio: "What Will People Say?"                                                             |
| 1997      | Unwed Father               | Lillian Kempler    | Película de televisión                                                                          |
| 1999      | Time of Your Life          | Joan               | 3 episodios: "The Time She Got Mobbed", "The Time the Truth Was Told" y "The Time They Had Not" |
| 2001-2002 | State of Grace             | Tattie McKee       | 40 episodios                                                                                    |